# Gabriel Hernández (Leichtathlet)
Gabriel Hernández (Gabriel Hernández García; * 19. November 1949) ist ein ehemaliger mexikanischer Geher.
Im 50-km-Gehen gewann er bei den Panamerikanischen Spielen 1971 in Cali Silber und wurde Achter bei den Olympischen Spielen 1972 in München.